# Серкль (Брюгге)
«Серкль» (нід. Cercle) — бельгійський футбольний клуб із міста Брюгге, заснований 1899 року. Виступає у лізі Жупіле.

## Досягнення
- Ліга Жупіле:
  - Чемпіон (3): 1910-11, 1926-27, 1929—1930

- Другий дивізіон:
  - Переможець (4): 1937-38, 1970-71, 1978-79, 2002-03
  - Друге місце (1): 1960-61

- Кубок Бельгії:
  - Володар кубка (2): 1926-27, 1984-85
  - Фіналіст (5): 1912-13, 1985-86, 1995-96, 2009-10, 2012-13

- Суперкубок Бельгії:
  - Фіналіст кубка (2): 1985, 1996

## Склад команди
Станом на 19 лютого 2025
| №  | Поз. | Нац.      | Гравець         |
| -- | ---- | --------- | --------------- |
| 1  | ВР   | Бразилія  | Варлесон        |
| 2  | ЗХ   | Гвінея    | Ібрагім Діакіте |
| 3  | ЗХ   | Литва     | Едгарас Уткус   |
| 5  | ЗХ   | Франція   | Люка Перрен     |
| 6  | ПЗ   | Гана      | Лоуренс Агієкум |
| 7  | НП   | Франція   | Маламін Ефекеле |
| 10 | НП   | Бразилія  | Феліпе Аугусту  |
| 11 | НП   | Еквадор   | Алан Мінда      |
| 13 | НП   | Німеччина | Паріс Бруннер   |
| 15 | ЗХ   | Бельгія   | Гарі Маньє      |
| 17 | ПЗ   | Гана      | Абу Френсіс     |

| №  | Поз. | Нац.       | Гравець                |
| -- | ---- | ---------- | ---------------------- |
| 18 | ЗХ   | Бельгія    | Сенна Міанге           |
| 20 | ЗХ   | Португалія | Флавіу Назінью         |
| 21 | ВР   | Бельгія    | Максім Деланге         |
| 23 | ПЗ   | Мексика    | Еріберто Хурадо        |
| 28 | ПЗ   | Бельгія    | Ханнес Ван Дер Брюгген |
| 30 | ПЗ   | Бразилія   | Бруно Гонсалвеш        |
| 34 | НП   | Бельгія    | Тібо Сомерс            |
| 66 | ЗХ   | Бельгія    | Кристіаан Равич        |
| 77 | НП   | Франція    | Стів Нгура             |
| 89 | ВР   | Кюрасао    | Елой Ром               |